# 夏爋
夏爋（1562年—1623年），字汝翼，號沖寰，浙江湖州府烏程縣人，民籍，明朝政治人物。

## 生平
萬曆十三年（1585年）乙酉科浙江鄉試第六十五名舉人，十四年（1586年）中式丙戌科會試第一百五十九名，二甲第十九名進士。禮部觀政，本年十月授直隶冀州知州，二十年升刑部员外郎，丁憂歸。二十六年補原职，升郎中，二十八年降贵阳府通判。泰昌元年（1620年）起南工部主事，天啓三年卒。

## 家族
曾祖夏廣；祖父夏昭；父夏儒。前母姚氏；母陳氏。具慶下。從弟夏煥、夏煒。